# Ситник трироздільний
Си́тник трирозді́льний (Juncus trifidus) — багаторічна рослина родини ситникових. Малопоширена декоративна культура.

## Опис
Щільнодернинна трав'яниста рослина 10-40 см заввишки. Стебла численні, сплюсното-круглясті, біля основи вкриті жовтувато-сірими, блискучими, торочкувато-розчеплиними піхвами. Листки плескуваті, лінійні. Суцвіття головчасте, складається з однієї-трьох квіток. Листочки оцвітини коричневі, на спинці зелені. Плід — коробочка, довша за оцвітину.
Квітне в липні.

## Поширення та екологія
Циркумполярний аркто-альпійський вид. Північна частина ареалу охоплює арктичну зону Євразії, Північної Америки та Гренландію, південна — гори й нагір'я Центральної, Східної і Південної Європи. В Альпах зростає на висоті 1700-3180 м.
В Українських Карпатах поширений на Свидовці, Чорногорі, Чивчинських горах, зрідка у Горганах.
Рясно зростає на альпійських, рідше — субальпійських луках. Анемофіл, анемохор, епізоохор.

## Застосування
Придатний для декоративного квітникарства (в альпінаріях). Ситник трироздільний полюбляє сонячну або напівтінисту місцевість з вологим ґрунтом. Глинисті або суглинкові ґрунти з pH між 4 і 6 найсприятливіші для росту цієї рослини. Розмножуються посівом навесні або поділом на початку літа.

## Охорона
Зростає у Карпатському національному природному парку, охороняється у Чорногірському та Мармароському масивах Карпатського біосферного заповідника.
Основний чинник який впливає на зменшення кількості виду — полонинське тваринництво.

## Підвиди
- Juncus alpestris
- Juncus trifidus subsp. carolinianus
- Juncus trifidus subsp. monanthos
- Juncus trifidus var. fastigiatus
- Juncus trifidus var. medius
- Juncus trifidus var. monanthos
- Juncus trifidus var. sessiliflorus
- Juncus trifidus var. triflorus
- Juncus trifidus var. uniflorus
- Juncus trifidus var. vaginatus